# Heinz Chmill
Heinz Chmill (* 26. August 1915 in Plettenberg; † 23. Juli 1996 ebenda) war ein deutscher Politiker (SPD).

## Leben und Beruf
Nach dem Besuch der Volksschule absolvierte Chmill eine Lehre als Werkzeugschlosser und war anschließend in diesem Beruf tätig. Nach Arbeitsdienst und Kriegsdienst war er bis 1978 wieder als Werkzeugschlosser tätig. Chmill gehörte seit 1947 der SPD an und war Mitglied der IG Metall.
Er war verheiratet und hatte zwei Kinder.

## Abgeordneter
Vom 24. Juli 1966 bis zum 28. Mai 1980 war Chmill Mitglied des Landtags des Landes Nordrhein-Westfalen. Er wurde jeweils direkt gewählt im Wahlkreis 128 Altena-Land I bzw. im Wahlkreis 128 Lüdenscheid I.
Von 1952 bis 1975 war er Mitglied des Rates der Stadt Plettenberg. Dem Kreistag des Landkreises Altena gehörte er von 1964 bis zu dessen Auflösung im Rahmen der Gebietsreform 1968 an, dem Kreistag des Kreises Lüdenscheid von 1969 bis 1974 an. Nach der erneuten Gebietsreform war Chmill ab 1975 Mitglied des Kreistages des Märkischen Kreises.

## Öffentliche Ämter
Von 1964 bis 1968 war Chmill Landrat des Landkreises Altena und von 1969 bis 1974 des Kreises Lüdenscheid. Von 1956 bis 1961 war er Bürgermeister der Stadt Plettenberg.

## Sonstiges
Am 29. August 1978 wurde Chmill das Verdienstkreuz 1. Klasse der Bundesrepublik Deutschland verliehen. Er gehörte den Kreistagen dreier verschiedener Kreise an und war der einzige Landrat des Kreises Lüdenscheid.